# Amparo Moreno Sardà
Amparo Moreno Sardà (Calamocha, Terol, abril de 1947) és una periodista i catedràtica emèrita del Departament de Periodisme i Ciències de la Comunicació i directora del Laboratori de Periodisme i Comunicació per a la Ciutadania Plural de la Universitat Autònoma de Barcelona. És directora del Laboratori de Periodisme i Comunicació per a la Ciutadania Plural (LPCCP) i membre fundadora del Feminari Dones i Cultura de Masses dedicat a l'anàlisi de la transmissió d'estereotips sexistes a través de la informació i la publicitat dels mitjans de comunicació. Activista i investigadora feminista, entre les seves publicacions estan Mujeres en lucha. El movimiento feminista en España (1977) o Arquetipo viril protagonista de la historia. Ejercicio de lectura no androcéntrica (1987), de l'Editorial LaSal, 1987. El 2018 va ser destacada com Sòcia d'Honor de la Asociación Española de Investigación de la Comunicación (Associació Espanyola d'Investigació de la Comunicació).

## Trajectòria

### Formació
Amparo Moreno Sardà va néixer a Calamocha (Terol) l'abril de 1947. Va estudiar Filosofia i Lletres a les universitats de Saragossa i València, i es va graduar en Periodisme a l'Escola Oficial de Barcelona. Al 1984, va obtenir el doctorat en Història a la Universitat de Barcelona amb una tesi doctoral sobre l'ordre androcèntric del discurs històric. Amb aquesta tesi va obtenir el Premi "Clara Campoamor" de l'any 1984 de l'Institut de la Dona.

### Periodisme
Va treballar com a periodista entre els anys 1972 i 1978 a Barcelona, en diaris com El Noticiero Universal, El Correo Catalán, Diario de Barcelona, Tele/eXpres, Destino, Mundo i altres col·laboracions. Al llarg d'aquesta activitat professional va experimentar directament en diverses ocasions la discriminació que s'argumenta en raó del sexe, a part d'altres discriminacions socials, que tal com indica ella mateixa: "em van portar a participar en activitats democràtiques i, en especial, en l'organització del moviment feminista des de la seva sortida a la llum pública amb motiu de l'Any Internacional de la Dona".

### Trajectòria com a docent
En els anys 1969-1970 va ser professora de batxillerat en centres oficials i privats. El 1974 es va incorporar com a professora de la Facultat de Ciències de la Comunicació de la Universitat Autònoma de Barcelona on va fer classes de Teoria de la Comunicació, Introducció als mitjans de comunicació de masses, Història General de la Comunicació, Història de la Comunicació a Catalunya, Metodologia per a la Investigació en Comunicació de masses, Periodisme especialitzat local i comarcal, a més de cursos de doctorat.
Ha col·laborat en nombroses revistes i diaris. També ha estat professora d'Història del Periodisme a la Facultat de Ciències de la Informació.

### Activitat política
- Anys 70: membre del Grup de Periodistes Demòcrates.
- 2003-2007: regidora de l'Ajuntament de Tortosa per Independents per l'Ebre (IPE). Fins a novembre de 2006 va ser tinent d'alcalde, responsable de Societat de la Informació, Participació Ciutadana, Servei d'Atenció Ciutadana i Estudis Universitaris.

## Crítica a l'androcentrisme dins la història
Entre les investigacions i publicacions de Moreno es troba "Arquetipo viril protagonista de la historia. Ejercicios de lectura no androcéntrica" publicat el 1987 per LaSal. L'estudi teòric desenvolupa el concepte d'androcentrisme i els mecanismes mitjançant els quals es construeix el discurs històric.
"A la primera part s'aprofundeix sobre l'androcentrisme, diferenciant-se de les concepcions sexistes, i es proposen instruments metodològics per a l'anàlisi no-androcèntric del discurs històric. A la segona part, s'aplica aquesta metodologia a l'anàlisi dels manuals d'història del batxillerat espanyol. Per androcentrisme s'entén una determinada visió del desenvolupament històric, i la seva expressió en les ciències socials, que es caracteritza per l'hegemonia de l'arquetip viril que margina, negativitza i silencia la participació de la dona i d'altres grups considerats inferiors".

## Laboratori de Periodisme i Comunicació
Amparo Moreno és directora del Laboratori de Periodisme i Comunicació per a la Ciutadania Plural (LPCCP), dedicat a l'avaluació de webs d'ajuntaments i administracions públiques per comprovar si la informació que traslladen permet "fer un control i seguiment de l'acció de govern per part de la ciutadania".

## Publicacions
- 1977: Mujeres en lucha. El movimiento feminista en España, Anagrama, Barcelona. ISBN 84-339-1303-4
- 1986, El Arquetipo Viril, protagonista de la Història. Ejercicios de lectura no-androcéntrica, LaSal, Barcelona.
- 1988, La otra ‘Política’ de Aristóteles. Cultura de masas y divulgación del Arquetipo Viril, Icària, Barcelona.
- 1991, Pensar la Historia a ras de piel, Ediciones de la Tempestad, Barcelona.
- 1998, La mirada informativa, Bosch, Barcelona.
- 1999, Cap a una història de les comunicacions des de Catalunya, Servei Publicacions UAB.
- ¿De qué hablamos y no hablamos cuando hablamos del “hombre”? 30 años de crítica al pensamiento androcéntrico y alternativas, Icaria, Barcelona (en premsa).
- Moreno, Amparo; Rovetto, Florencia; Buitrabo, Alfonso, ¿De quién hablan las noticias? Guía para humanizar la Información, Icaria, Barcelona (en premsa).

## Premis i reconeixements
- Al 2018 és reconeguda com a Sòcia d'Honor de l'Associació Espanyola d'Investigació de la Comunicació (AE-IC) per la seva important i prolongada tasca d'investigació en comunicació.[9]